# Szerb luc

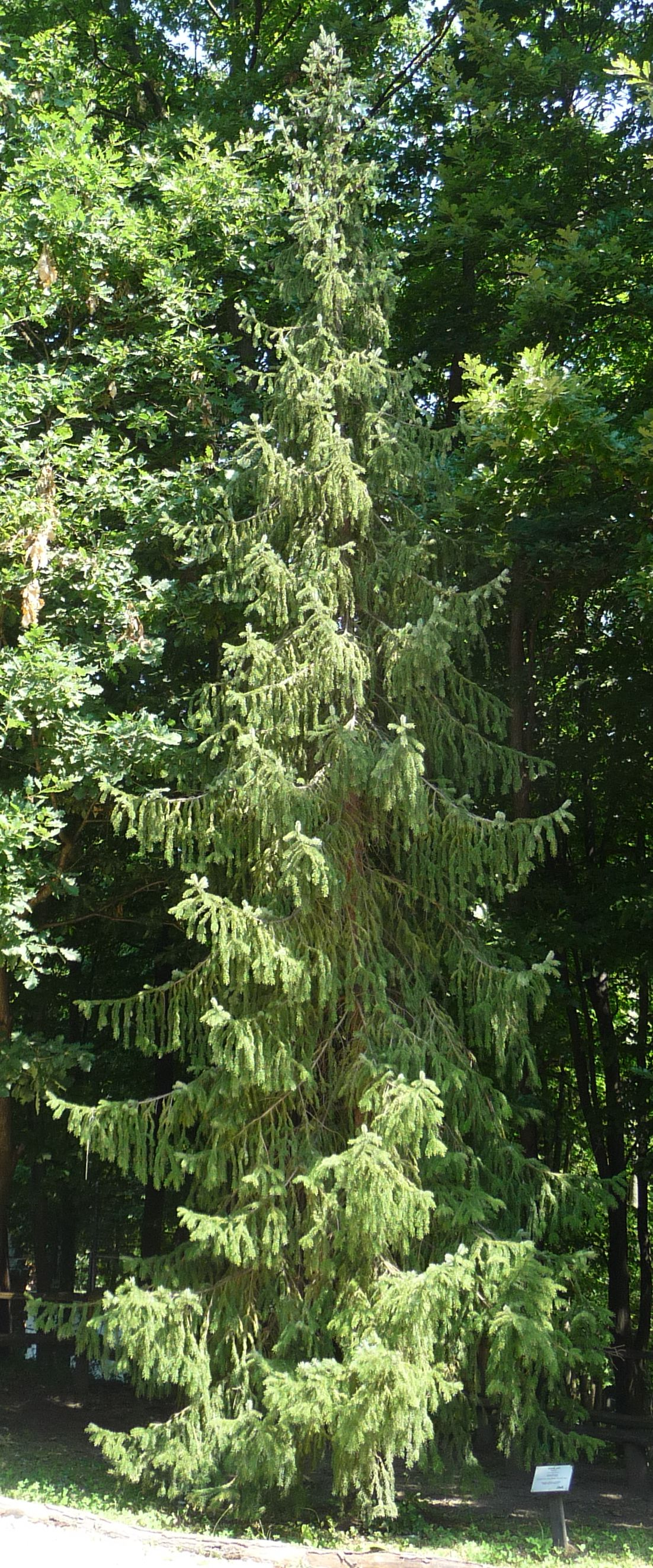
Szerb luc a miskolci állatkertben

A szerb luc (Picea omorika) a  lucfenyő (Picea) nemzetség Omorika fajsorának névadó faja

## Származása, elterjedése
Szerbia és Bosznia határvidékén a Drina völgyében, viszonylag kis területen (a folyó középső és felső folyásán) endemikus. Sokfelé, így Magyarországon is a parkokban ültetik szálanként, díszfenyőnek.

## Megjelenése, felépítése
Keskeny, kúp alakú, néha majdnem oszlopos, 20–30 méter magasra növő fa. Ívesen felfelé hajló ágai rövidek, ezért a koronája karcsú, helyigénye viszonylag csekély. Hosszú hajtásai lecsüngenek.
Szúrós tűleveleinek a felső oldala fényes zöld, a fonákjukon viszont két ezüstös sztómacsík fut végig, emiatt lombja távolról ezüstös színhatású.
Tojás alakú, 3–6 cm-es, lecsüngő tobozai éretlenül sötétlilák, éretten fahéjbarnák.

## Életmódja, termőhelye
Gyorsan nő; 3–5 éves kora után évente akár egy métert is. A növekedési időszak május közepétől július végéig tart. Hamar termőre fordul, ami fokozza díszítő hatását.
Rendkívül edzett, a betegségeknek és kártevőknek ellenálló fenyő — a lucfenyő gubacstetű (Sacchiphantes abietis) sem károsítja.
Alapvetően a nedves és savanyú földet kedveli, de a legtöbb talajon megél, még ha az meszes is. Nem fagyérzékeny, és a szárazságot is jól tűri.

## Felhasználása
Európában ez a leggyakrabban ültetett díszfenyő. Télálló. A hó lepereg róla, ezért ágai nagy havazások után sem törnek. Jóformán bármilyen talajon megél; a szelet, az aszályt és a száraz levegőt károsodás nélkül elviseli, és a fenyőgubacstetűre sem érzékeny. Kiskertekben sem növi ki a helyet.